# Se (instrumento)

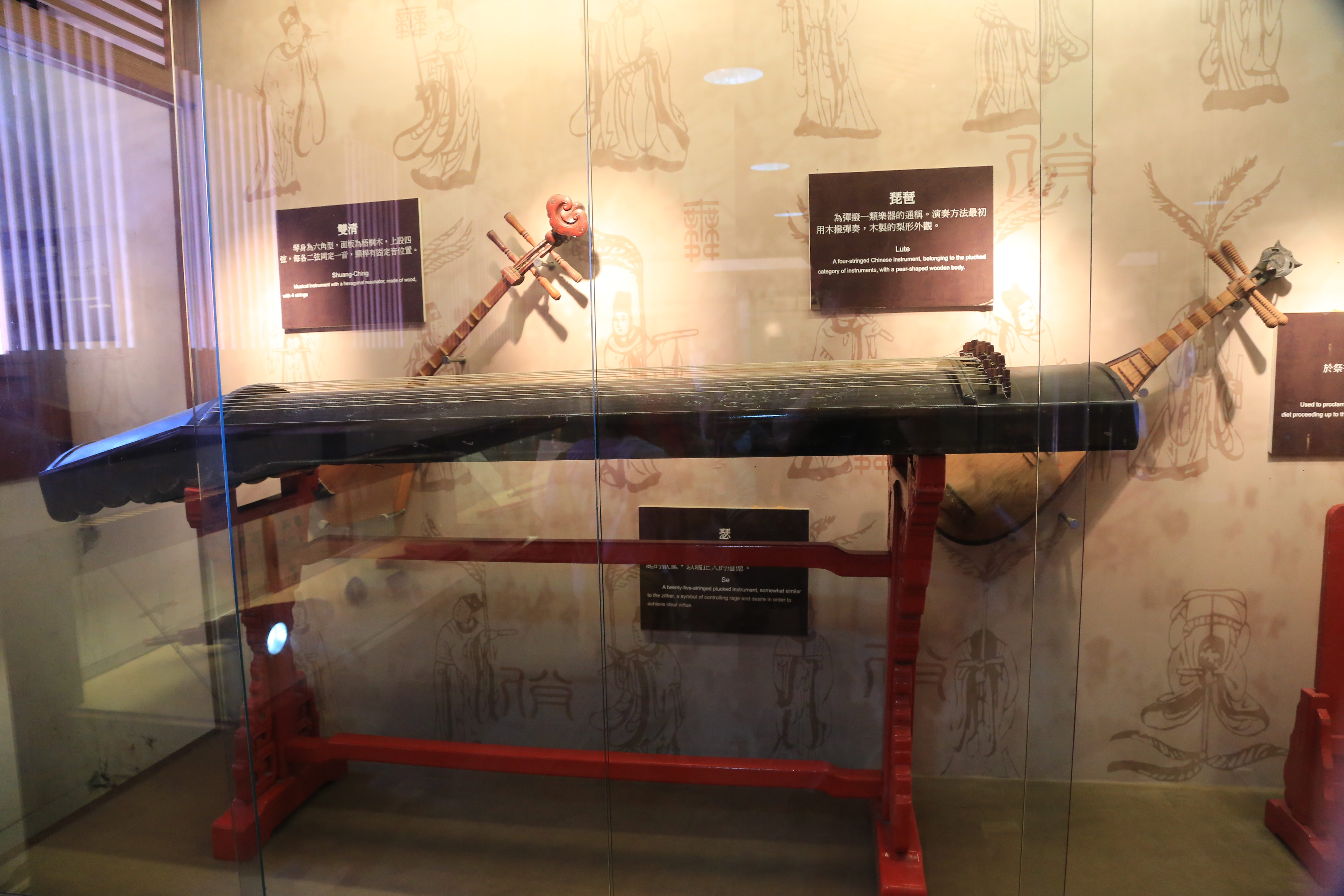
Un se en el templo confucionista Tainan.

El se (en chino: 瑟) es una antigua cítara china (instrumento de cuerda). Tiene 25–50 cuerdas con puentes móviles y una gama de hasta cinco octavas.

## Historia
El se data de los primeros tiempos de la historia china. Era uno de los más importantes instrumentos de cuerda creados en China, aparte del guqin. El se era un instrumento muy popular durante los períodos Zhou Occidental y Primavera y Otoño. Los ejemplares supervivientes han sido excavados de sitios como las provincias Hubei y Hunan, y la región Jiangnan en China. Otros sitios incluyen Jiangsu, Anhui, Shandong y Liaoning. En Hubei, la tumba del Marqués Yi de Zeng (a finales de los 400 a. C.) era filón de instrumentos chinos antiguos, incluyendo un conjunto completo de bianzhong (campanas de bronce), se, guqin (cítara pulsada), carillones de piedra y un tambor. Su séquito musical de 21 chicas y mujeres fueron también enterradas con él. Durante el periodo de Reinos compabientes, emergieron los tipos tempranos de guzheng, desarrollados a partir del se. Así, se dice a veces que el guzheng es esencialmente una versión más pequeña y simplificada del se (con menos cuerdas).
Según la leyenda, Fuxi creó el se. Y del mismo modo se cree que para el tiempo de la Dinastía Xía el se ya existía. Se dice que la palabra para música, yue (樂), está compuesto de los caracteres si, para seda (絲), y mu, madera (木), y que esto es una representación del instrumento.
Hay también abundantes menciones en la literatura china, como por ejemplo en Shijing (Clásico de Poesía) y Lunyu (Analectas de Confucio).
El se siempre ha sido un instrumento musical culto. Ya en la Dinastía Zhou, se utilizaba para interpretar música ritual durante las ofrendas de sacrificios.
Un instrumento similar llamado seul, derivado del se, todavía use tiliza en la música ritual confucionista de Corea del Sur que se toca dos veces por año en el templo Munmyo de Seúl. En Vietnam, el instrumento se denominó sắt y se usaba en un contexto limitado junto con el cầm (equivalente al guqin chino).

## Construcción
Las cuerdas del se eran de seda torcida, con grosor variables. Según Lüshi Chunqiu sobre el número de cuerdas que el se tiene: "El se de cinco cuerdas, se convirtió en un se de quince. Cuando Shun llegó al poder, añadió ocho cuerdas, así que alcanzó las veintitrés." Otra opinión sugiere que el se empezó teniendo 50 cuerdas. El Shiban más tarde lo cambió a 25. "Un se grande tiene 50 cuerdas, uno medio tiene 25." También dice que Fuxi creó el de 50 cuerdas, llamado Sha, mientras que el Emperador Amarillo lo redujo a 25. También hay un "pequeño se" con la mitad de cuerdas, 13 (como el koto japonés). Pero la evidencia arqueológica también ha desenterrado ses con 25, 24, 23 y 19 cuerdas. El número de cuerdas difiere de un lugar a otro. La longitud de estas también es diferente.
Los ses desenterrados muestran una construcción similar, concretamente una caja de resonancia larga, de madera. La superficie del se es ligeramente curvada, y tiene tres puentes en el extremo y un puente en la cabeza, más cuatro clavijas de madera decoradas, para enrollar las cuerdas (algunos solo tienen dos o tres ). El extremo final del instrumento tiene una gran abertura en forma de "冂" para pasar las cuerdas para a su través. Para encordar el instrumento, hay que hacer un nudo de mariposa al extremo de cada cuerda, pasarlas a través de una varilla de bambú, sobre el puente de la cabeza y sobre el cuerpo del instrumento y por encima del puente de la cola en el instrumento, y sacarla de la caja de resonancia por el fondo del instrumento, sobre el extremo final y enrollarlas alrededor de las clavijas en cuatro o tres grupos. La forma más moderna no tiene las cuatro clavijas y se encorda más o menos como el guzheng.
A pesar de que ambos son cítaras antiguas, el guqin y el se son instrumentos diferentes por derecho propio.

## Contexto para la interpretación
hay muy pocos intérpretes de se, que en gran parte estuvo extinto durante los tiempos antiguos, aunque ha sobrevivido ea través del guzheng. El único intérprete notable de se en el siglo XX fue Wu Jinglüe, quien era principalmente intérprete de guqin. Hay también muy pocos ejemplos supervivientes de tablaturas musicales para el instrumento, la mayoría en qinpu (tablature para el guqin) en el que se solía proporcionar acompañamiento para el qin.
Recientemente ha revivido el interés por el se, y algunos músicos están estudiándolo. Hay también unas cuantas fábricas que construyen un se moderno, utilizando cuerdas de metal envueltas en nylon, aunque el instrumento necesita ser apropiadamente investigado con medios modernos para ser plenamente aceptable como instrumento a utilizar con propósitos musicales generales.